# Feldmoching (metropolitana di Monaco di Baviera)
Feldmoching è una stazione della metropolitana di Monaco di Baviera, inaugurata il 26 ottobre 1996.
È uno dei capilinea dalla linea U2, ed ha due binari. Possiede degli interscambi con le linee bus e con la linea S1 dell'S-Bahn, così come con i collegamenti ferroviari regionali.